# L'amore non esiste (film)
L'amore non esiste è un cortometraggio diretto nel 2008 da Massimiliano Camaiti, che ha anche scritto il soggetto e ha co-scritto la sceneggiatura.

## Riconoscimenti
- 2008 - La cittadella del corto
  - Miglior cortometraggio
  - Premio Arco M.G. come miglior regista di corto a Massimiliano Camaiti[1]
- 2009 - Cort'O Globo Film Festival
  - Miglior cortometraggio
- 2009 - Milazzo Film Festival
  - Miglior cortometraggio
- 2009 - Euganea Film Festival
  - Menzione speciale
- 2009 - LA Shorts Fest
  - Menzione speciale
- 2009 - Kimera International Film Festival
  - Premio del pubblico